# Jean-Marc Fortin
Pour les articles homonymes, voir Fortin.
Jean-Marc Fortin, né le 4 juillet 1968, est un directeur d'écurie de sport automobile et un copilote belge de rallyes et de rallyes-raids.

## Biographie
| Image externe |                                                |
|               | Jean-Marc Fortin, patron de l'équipe Overdrive |

Il commence son activité en sports mécaniques en 1988 avec Georges Simon sur Volkswagen Golf GTi.
Il participe à 54 épreuves en championnats mondiaux de rallyes de 1990 (1000 lacs) à 2007 (Corse). Il est le copilote en championnat du monde des rallyes de ses compatriotes Grégoire De Mévius de 1995 à 1998 et François Duval de 2001 à 2003, mais aussi du Polonais Krzysztof Hołowczyc entre 1999 et 2000 et du Français Nicolas Bernardi de 2004 à 2007. Il termine ses courses quatre fois dans les six premiers: 4e au Portugal en 1997 et au RAC Rally l'année suivante, 5e au RAC Rally en 1996, et 6e au rallye de Catalogne en 2005 (son avant-dernière épreuve). Il parvient aussi à obtenir une 7e place au rallye Monte-Carlo, en 2003 avec François Duval.
En championnat d'Europe des rallyes (ERC) il figure régulièrement aux côtés de Marc Soulet (1991 à 1992), de Grégoire De Mévius (1995 à 1999), de Krzysztof Hołowczyc (1999 à 2001), et de Bruno Thiry (saison complète en 2003, sur Peugeot 206 WRC).
En 2005, il partage son temps entre épreuves du WRC et du championnat de France avec Nicolas Bernardi.
Il se lance à partir de 2010 dans la discipline du rallye-raid cross country, à travers les épreuves Cross-Country Bajas Cup et ASO.
De 2011 à 2013, il fait aussi quelques rallyes « Historic », participant ainsi à trois reprises aux Legend Boucles de Spa en y étant notamment le copilote de Patrick Tambay lors de sa première participation.

## Overdrive Racing Team
Jean-Marc Fortin dirige l'écurie automobile de rallye-raid Overdrive Racing Team crée en 2006 et basée à Villers-le-Bouillet. Cette écurie composée de 96 personnes fait courir les Toyota officielles en championnat du monde de rallye-raid. Il est titré plusieurs fois champion du monde avec le pilote Nasser al-Attiyah.

## Palmarès

### Rallyes

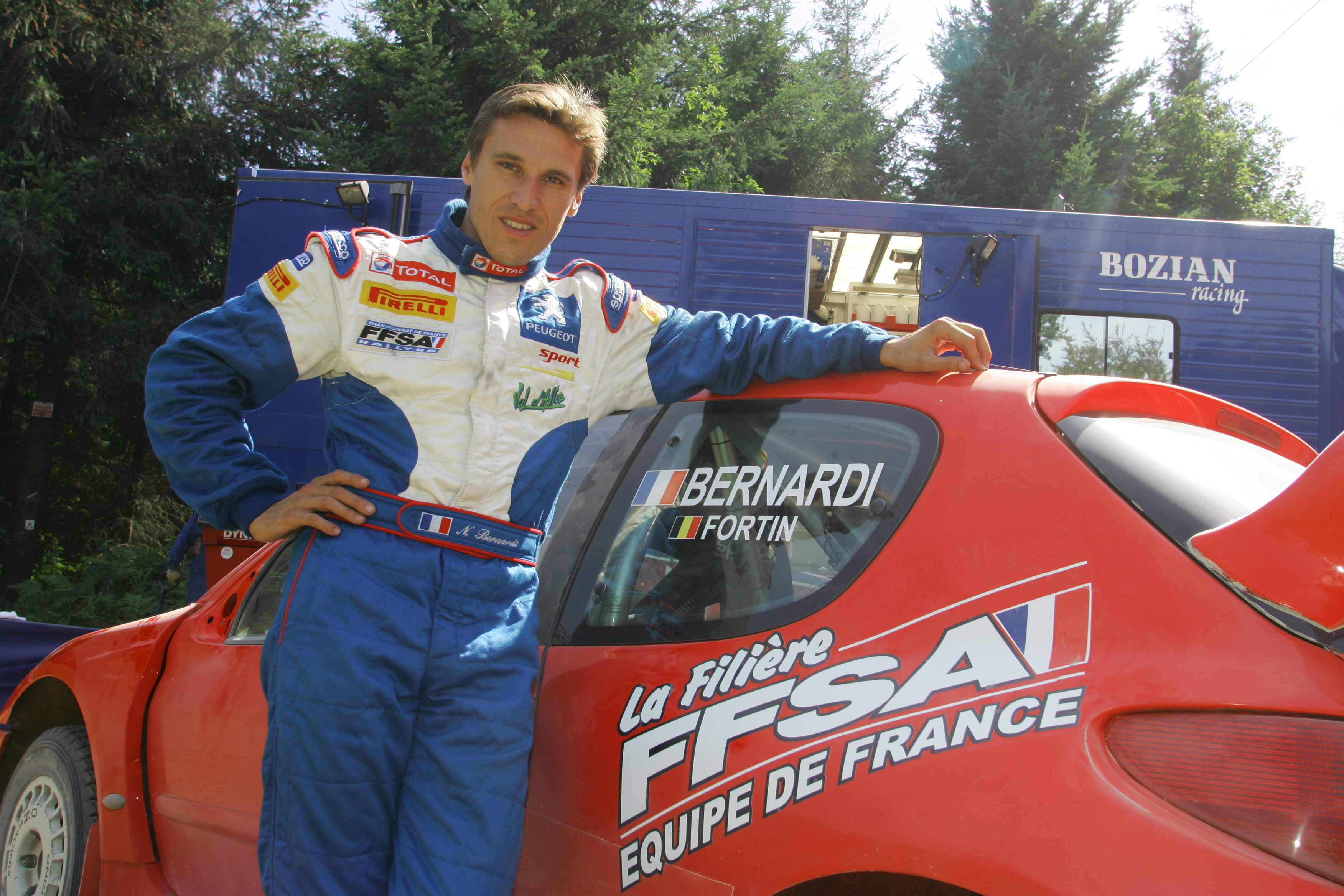
La Peugeot 206 WRC de Bernardi (de face) et Fortin, championne de France des rallyes 2005.

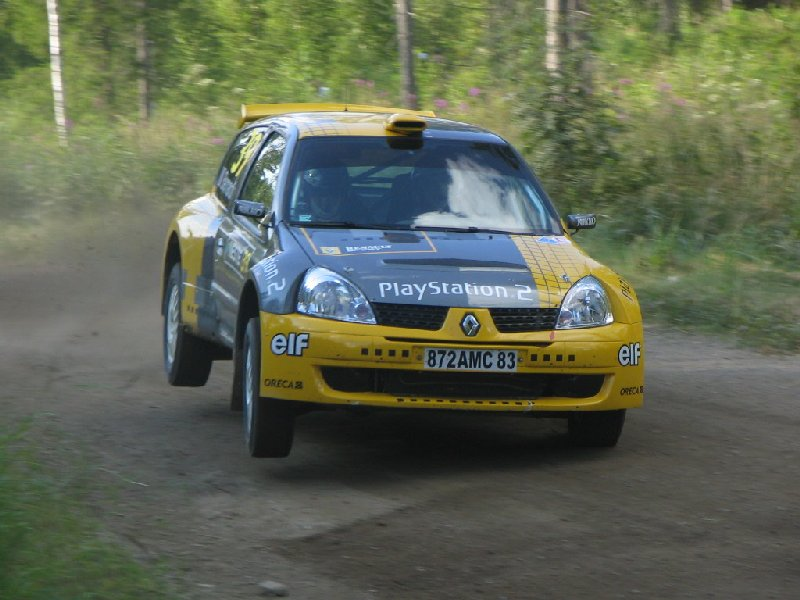
La Renault Clio S1600 de Bernardi et Fortin, lors du rallye de Finlande 2004.

#### Titres
- Champion de Belgique des rallyes en 1996, avec G. De Mévius sur Ford Escort RS Cosworth (Gr.A);
- Champion de Pologne des rallyes en 1999, avec K. Hołowczyc sur Subaru Impreza WRC;
- Champion de France des rallyes en 2005, avec N. Bernardi sur Peugeot 206 WRC;
  - Vice-champion du monde JWRC en 2004 (3 podiums), et 5e du Championnat de France des rallyes sur Renault Clio S1600;

#### 2 victoire en J-WRC
- Rallye Monte-Carlo en 2002, avec F. Duval sur Ford Focus RS WRC;
- Rallye de Catalogne en 2004, avec N. Bernardi sur Renault Clio S1600;

#### 11 victoires en ERC
- Rallye de Bohème en 1992, avec M. Soulet;
- Boucles de Spa en 1996 et 1998, avec G. De Mévius;
- Rallye Elmot en 1999, avec K. Hołowczyc (Pologne);
- Rallye des Açores en 1999, avec G. De Mévius;
- Rallye Wisły en 1999, avec K. Hołowczyc (Pologne);
- Rallye du Bosphore en 2003 avec B. Thiry;
- Rallye de Bulgarie en 2003 avec B. Thiry;
- Rallye d'Ypres en 2003 avec B. Thiry;
- Rallye Halkidiki en 2003 avec B. Thiry (ELPA - Grèce);
- Rallye d'Antibes en 2003 avec B. Thiry;

(NB : 2e au circuit des Ardennes en 1991 et 1996, au Hellendoorn en 1991, à Spa en 1992 et 1994, au Condroz en 1992, aux Hautes-Fagnes en 1996, en Allemagne en 1996, et en 2003 à trois autres reprises (Pologne, Madère et le Condroz), ainsi que 3e à Spa en 1991 et 1997, au Haspengouw en 1991, en Pologne en 1991 et 1994, aux Ardennes en 1993, aux Hautes-Fagnes en 1994, en Écosse en 1995, au Condroz en 1995 et 2003, au Karkonoski en 2001, et au Mont-Blanc en 2004 - soit 35 podiums sous classification ERC)

#### 5 victoires en championnat de France
(avec N. Bernardi)
- Rallye Alsace-Vosges en 2005;
- Rallye du Mont-Blanc en 2005;
- Rallye du Touquet en 2005;
- Critérium des Cévennes en 2005;
- Rallye du Var en 2005;

#### 4 victoires en championnat de Pologne
(avec K. Hołowczyc):
- Rallye Dolnośląski, en 1999;
- Rallye Elmot, en 1999;
- Rallye Kormoran, en 1999;
- Rallye Wisły, en 1999;

#### Divers
- Rallye du Kent (UK), en 2001 avec F. Duval.

### Rallye-raid

#### Victoires
- 2010 et 2011 : Baja de Pologne (avec K. Hołowczyc, en Cross-Country Bajas Cup la première année, puis en Coupe du monde des rallyes tout-terrain);
- 2010 : Baja d'Italie (Cross-Country Bajas Cup, avec K. Hołowczyc);
- 2010 : Baja Portalegre 500 (Portugal, sur Nissan Navara Overdrive, avec K. Hołowczyc en Cross-Country Bajas Cup);
- 2011 : Silk Way rallye (Russie, en Dakar Series sur BMW X3, avec K. Hołowczyc);

#### Résultats auParis-Dakar
- 5e en 2011 avec  K. Hołowczyc sur BMW X3;
- 10e en 2012 avec  K. Hołowczyc sur Mini All4 Racing.